# Jurij Melnitjenko
Jurij Melnitjenko, född den 5 juni 1972, är en kazakisk brottare som tog OS-guld i bantamviktsbrottning i den grekisk-romerska klassen 1996 i Atlanta.